# 飾窓の女

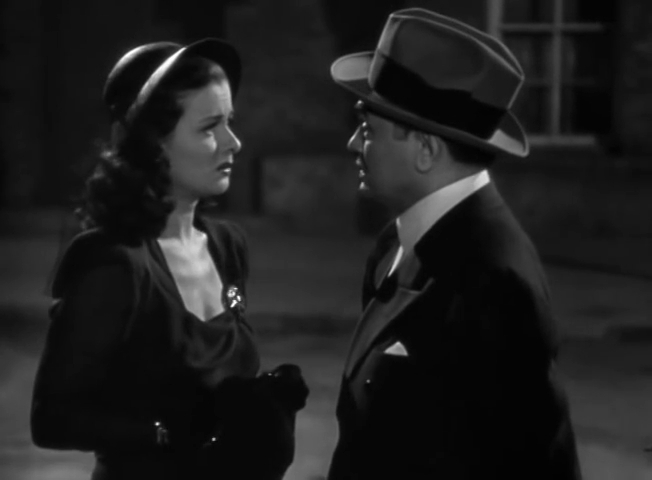
ジョーン・ベネットとエドワード・G・ロビンソン。予告編の一場面

『飾窓の女』（かざりまどのおんな、The Woman in the Window）は、1944年のアメリカ合衆国のフィルム・ノワール。監督はフリッツ・ラング。ジョーン・ベネットが演じる若い魔性の女に、エドワード・G・ロビンソンが演じる犯罪学の教授が夢中になった結果、トラブルに巻き込まれていく姿を描いている。
主演の2人と悪役のダン・デュリエは翌1945年の『スカーレット・ストリート』でも共演している。
フリッツ・ラングは当時設けられていたヘイズ・コード（倫理コード）に準拠して道徳に適合させるために、原作では自殺という悲劇的な最期を迎える結末を改変した。
1946年にフランスの映画雑誌で本作品が『マルタの鷹』、『深夜の告白』、『ローラ殺人事件』、『ブロンドの殺人者』と一緒にその分野の作品として紹介されたのが、犯罪映画を意味する「フィルム・ノワール」の語の使用の始まりとなった。

## ストーリー
大学の犯罪学の助教授リチャード・ウォンリーは妻と2人の子供を休暇の旅行に送り出し、クラブに食事に出掛けて仲の良いフランク・レイラー（地方検察庁検事）やマイケル・バークステイン（医師）と一緒になり、深酒してしまった。ウォンリーは『ソロモンの雅歌』を読み耽り、クラブに遅くまで残った。その帰途にウォンリーはクラブの隣の店頭の飾り窓に陳列されている印象的な美女の油絵の肖像画の前に足を止めて心を奪われ、見とれている。すると、彼の目の前に正しく絵のモデルのアリス・リードが突然現れて一緒に飲みに行こうと誘ってきた。
その後に二人はリードの住むアパートに行くが、彼女に恋心を抱くフランク・ハワード（クロード・マザード）の予期せぬ訪問の場面に遭遇してしまい、これがウォンリーがハワードを殺害してしまう争いに発展する。首を絞められて殺され掛けたウォンリーにリードは咄嗟にはさみを手渡して彼の殺人に加担した。ウォンリーは人目の付かぬ遠い森にハワードの死体を遺棄して証拠を隠滅しようとするが、上手くいかずにいくつかの証拠を残してしまう。
フランク・ハワードは実は本名クロード・マザード、経済界の大物であったためにその行方不明のニュースは大きく取り上げられた。マザードの遺体はボーイスカウトによって発見される。捜査に関する知識を持つレイラーだったが、ウォンリーを被疑者としてではなく、自身の友人として現場検証に立ち合わせた。公開されていない情報について話すウォンリーにレイラーは疑うどころかその推理力に感心すらしている。ところが、マザードのボディーガードを何ヶ月も任されていたという歪んだ性格の元警察官ハイトがリードの元に現れ、殺人の口止め料として彼女に5,000ドルの支払いを要求する。リードから相談されたウォンリーは自分に処方された劇薬を過剰に投与して毒殺する計画を思い付き、彼女に実行させる。ハイトが企みに気付いて計画は失敗し、さらなる口止め料の支払いを要求する。これ以上の支払いは無理だと絶望したウォンリーは放心状態になり、自殺を決意する。
ハイトはリードの家を出た直後に警察官との撃ち合いで殺害されてしまい、警察は残された証拠から死亡したハイトをマザードの犯人と断定した。リードは急いで彼女の家に来るようにウォンリーに連絡するが、時既に遅し。その頃にはウォンリーは劇薬を過剰に摂取して意識が薄れ、椅子にぐったりともたれていた。
場面が瞬時に変わり、ウォンリーはクラブの彼が座っていた椅子で目覚めた。クラブを出た後に起こった出来事は夢であったことに安堵して喜ぶ。そして、夢の中でリードを脅迫していたハイトもクラブの従業員ティムであったことにも気付く。その後にクラブを出て美女の肖像画の前で微笑むウォンリーに、タバコの火を借りに近付く女性の姿があった。

## キャスト

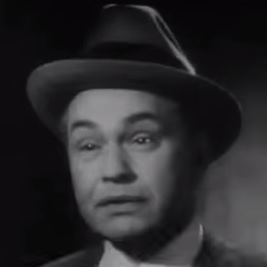
エドワード・G・ロビンソン
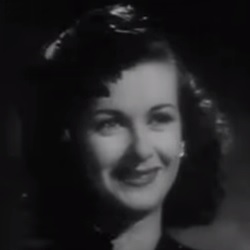
ジョーン・ベネット
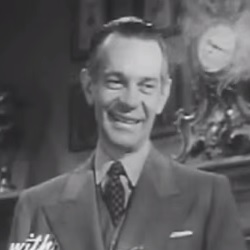
レイモンド・マッセイ
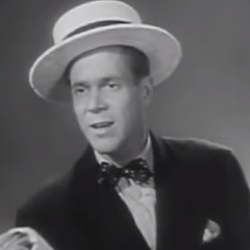
ダン・デュリエ

クレジットに記載されたキャストと、その役を演じた俳優は以下の通り。
- リチャード・ウォンリー教授: エドワード・G・ロビンソン
- アリス・リード: ジョーン・ベネット
- フランク・レイラー検事: レイモンド・マッセイ
- マイケル・バークステイン博士: エドモンド・ブレオン（英語版）
- ハイト/クラブのドアマン・ティム: ダン・デュリエ
- ジャクソン検査官: トーマス・E・ジャクソン（英語版）
- ウォンリー夫人: ドロシー・ピーターソン（英語版）
- クロード・マザード/フランク・ハワード/クラブのクロード係チャーリー: アーサー・ロフト（英語版）
- クラブの執事コリンズ: フランク・ドーソン

## 評価

### 批評
- バラエティ誌スタッフ：「迫力ある、明確なサスペンス殺人メロドラマ」[6]
- ニューヨーク・タイムズ紙のボズレー・クラウザー：「フリッツ・ラングの演出はほぼ完璧であり、ルール違反の結末さえなければ、『飾窓の女』はミステリー映画の中でも最高のランクに位置付けられるだろう。」[7]
- シカゴ・リーダー（英語版）紙のデーブ・ケーア（英語版）：「フリッツ・ラングの充実したアメリカ時代の見事なフィルム・ノワール」[8]
- タイム・アウト誌のジェフ・アンドリュー（英語版）：「単なる秀逸なサスペンス作品にとどまらず、ラングの信念である運命論の実証に特徴付けられる」[9]

2020年10月20日時点で、ロッテン・トマトには本作についての24人の批評家のレビューが集まっている。この21人全員から肯定的な評価を獲得し、「トマトメーター」は88%になっている。

### 映画賞のノミネート
この映画は第18回アカデミー賞に1部門のみノミネートされた。
| 選考年 | 映画賞             | 部門                   | 候補者                                           | 結果       |
| ------ | ------------------ | ---------------------- | ------------------------------------------------ | ---------- |
| 1946年 | 第18回アカデミー賞 | ドラマ・コメディ音楽賞 | ヒューゴー・フリードホーファー、アーサー・ランジ | ノミネート |